# ブジル
ブジル(モンゴル語: Buǰir,? - ?)とは、13世紀に活躍したモンゴル帝国の将軍。
同名の将軍は2名おり、一人はウルウト軍団長ジュルチェデイの次男で、一人はタタル部トトクリウト氏出身でイェケ・ジャルグチを務めた人物である。

## ウルウト氏ジュルチェデイ家の次男ブジル(千人隊長)
モンゴル部族の族祖伝承によると、ボドンチャルの子孫にナチン・バートルという人物がおり、ナチン・バートルの2子ウルウダイ、マングダイからウルウト氏、マングト氏が分岐したと伝えられている。ウルウト氏とマングト氏はモンゴル部内でもキヤト氏、タイチウト氏に次ぐ有力な部族であり、チンギス・カンに仕えたウルウト族長のジュルチェデイは立身出世し4千人隊を率いる千人隊長(ミンガン)に任ぜられた。
『集史』「チンギス・カン紀」の「千人隊長一覧」には「[ケフテイ・ノヤンとブジル・ノヤンの]二人は兄弟であった。……御家人であり、赤心をもって忠誠を尽くしたので、チンギス・カンは彼等の部族の全てを彼等[二人]に委ねた……」とあり、ジュルチェデイの死後のウルウト4千人隊はケフテイ・ノヤンとブジル・ノヤンの兄弟に相続されている。
また、『モンゴル秘史』功臣表の第38位には不只児(Buǰir ＞bùzhīér)という名前が挙げられており、諸説あるがこの「不只児」はウルウト氏のブジル・ノヤンを指すのではないかと推測されている。

## タタル部出身のブジル(断事官)
チンギス・カンが勃興し始めた頃、タタル部のトトクリウト氏にネルゲイ(Nergei ＞紐児傑/niŭérjié)という人物がおり、弓矢の作成を得意とすることで知られていた。ある時ネルゲイとノヤンがチンギス・カンと偶然道で出会った時、チンギス・カンはネルゲイらが良い弓矢を携えているのを見て「誰がこれを作ったのか？」と訪ねた。そこでネルゲイは弓矢は自らが作ったものであると答え、その場で鳧を2匹射落とし、2本の矢とともにチンギス・カンに献上した。ネルゲイとノヤンはその後ネルゲイの住居に一度戻ったが、そこでノヤンはネルゲイの息子ブジルを気に入り、自らの娘を与えた。この一件を切っ掛けとして、ネルゲイとブジルの父子はチンギス・カンに仕えるようになった。このブジルを『モンゴル秘史』功臣表の「不只児」に比定する説もあるが、村上正二はチンギス・カンの治世には未だネルゲイが現役であって、その息子ブジルが千人隊長として記される妥当性は低いと指摘している。
ネルゲイ、ブジル父子はチンギス・カンの征服戦争に従事して戦功を挙げ、やがてネルゲイは「バートル(勇士)」の称号を与えられるに至った。中央アジア侵攻における戦いでは、ブジルは力戦奮闘したためいくつもの矢を受けてしまった。これを見たチンギス・カンはすぐに矢を抜かせたが、出血がひどくなりブジルは悶絶してしまった。そこでチンギス・カンは牛の腹を割いてその中にブジルを横たわらせたところ、ブジルは復調し一命をとりとめた。これはモンゴル高原でよく知られた緊急医療法であり、清代に至ってもモンゴル高原で用いられた記録が残っている。
1251年、モンケがモンゴル帝国第4代皇帝として即位すると、ブジルはマフムード・ヤラワチらとともに燕京等処行尚書省に配属された。この時ブジルはイェケ・ジャルグチ(也可札魯忽赤/断事官)の地位につけられ、また蔚州・定安を食邑として与えられたという。
ブジルには四人の子供がおり、それぞれ大元ウルスに仕えて活躍した。長男の好礼は南宋侵攻に従軍して昭毅大将軍・水軍翼万戸府達魯花赤の号を授かり、次男のベク・テムルは吏部尚書となり、3男の補児答思は雲南宣慰使となり、末子のブラルキは水軍翼万戸招討使となった。ブラルキの息子オルジェイ・ブカは遼陽省理問となった。

## ウルウト氏ジュルチェデイ家
- 千人隊長ジュルチェデイ（J̌ürčedei ＞朮赤台/zhúchìtái）
  - 郡王ケフテイ（Kehetei ＞怯台/qiètái,کهتی نویان/Kehtei Nūyān）
    - 郡王テムジン（Temüǰin ＞端真/duānzhēn）
    - 郡王カダク（Qadaq ＞哈答/hādā）
      - 郡王トゴン（Toγon ＞脱歓/tuōhuān）
        - 郡王タシュ・テムル（Taš temür ＞塔失帖木児/tǎshītièmùér）
          - 郡王カラ・ブカ（Qara buqa ＞匣剌不花/xiálàbùhuā）

      - イリンジバル（Irinǰibar ＞亦隣只班/yìlínzhǐbān）
      - 郡王ヒントム（Hingtom ＞慶童/qìngtóng）
        - 郡王イェリ・ブカ（Yeli buqa ＞也里不花/yĕlǐbùhuā）

  - ブジル・ノヤン（Buǰir ＞不只児/bùzhīér,بوجر نویان/Būjir Nūyān）